# Magellanovy oblaky

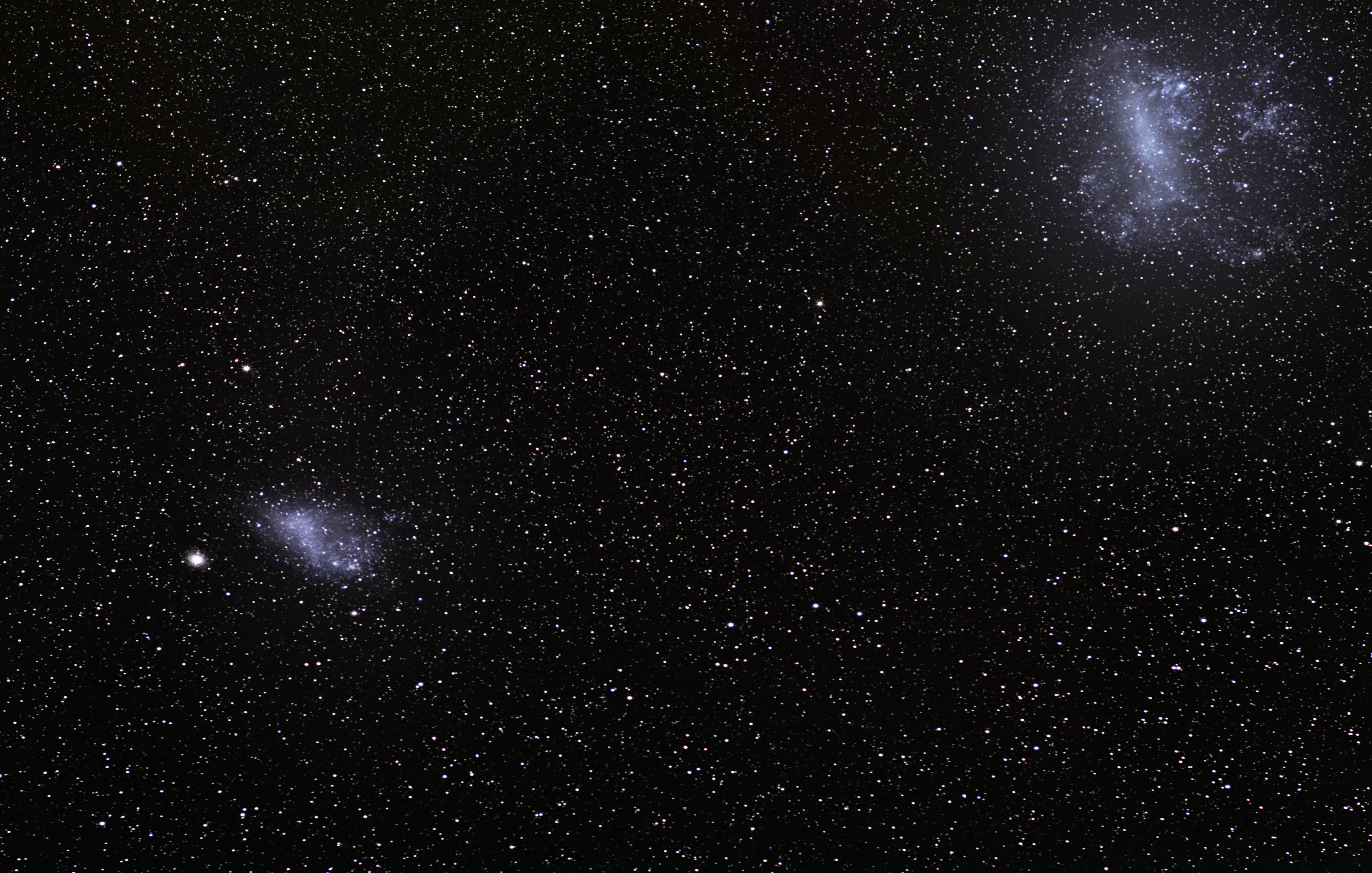
Magellanova oblaka

Magellanovy oblaky jsou dvě trpasličí galaxie Velký Magellanův oblak a Malý Magellanův oblak viditelné na jižní obloze. Obě galaxie jsou satelity Mléčné dráhy. 